# Federico Ricca
Federico Ricca Rostagnol (Tarariras, 1º dicembre 1994) è un calciatore uruguaiano, difensore del Belgrano.

## Carriera

### Club
Nella stagione 2013-2014 ha giocato 23 partite nella massima serie uruguaiana con il Danubio.
Il 1º febbraio 2016 si trasferisce al Malaga, con cui si accorda per i successivi quattro anni e mezzo. Un mese dopo esordisce con gli andalusi nel pareggio 1-1 contro la Real Sociedad. Il 20 aprile 2016 segna il suo primo gol all'ultimo minuto della sfida pareggiata 1-1 contro il Rayo Vallecano.
Il 14 agosto 2019 il Bruges lo acquista per 3 milioni di euro. Il terzino sinistro uruguaiano firma con i belgi un contratto quadriennale.

### Nazionale
Debutta con la nazionale maggiore il 4 giugno 2017 nell'amichevole persa per 3-1 contro l'Irlanda subentrando al 62º minuto a Maxi Pereira.

## Statistiche

### Cronologia presenze e reti in nazionale
| Cronologia completa delle presenze e delle reti in nazionale ― Uruguay | Cronologia completa delle presenze e delle reti in nazionale ― Uruguay | Cronologia completa delle presenze e delle reti in nazionale ― Uruguay | Cronologia completa delle presenze e delle reti in nazionale ― Uruguay | Cronologia completa delle presenze e delle reti in nazionale ― Uruguay | Cronologia completa delle presenze e delle reti in nazionale ― Uruguay | Cronologia completa delle presenze e delle reti in nazionale ― Uruguay | Cronologia completa delle presenze e delle reti in nazionale ― Uruguay |
| Data                                                                   | Città                                                                  | In casa                                                                | Risultato                                                              | Ospiti                                                                 | Competizione                                                           | Reti                                                                   | Note                                                                   |
| ---------------------------------------------------------------------- | ---------------------------------------------------------------------- | ---------------------------------------------------------------------- | ---------------------------------------------------------------------- | ---------------------------------------------------------------------- | ---------------------------------------------------------------------- | ---------------------------------------------------------------------- | ---------------------------------------------------------------------- |
| 4-6-2017                                                               | Dublino                                                                | Irlanda                                                                | 3 – 1                                                                  | Uruguay                                                                | Amichevole                                                             | -                                                                      | 62’                                                                    |
| Totale                                                                 |                                                                        | Presenze                                                               | 1                                                                      |                                                                        | Reti                                                                   | 0                                                                      |                                                                        |

## Palmarès

### Club
- Campionato uruguaiano: 1

Danubio: 2013-2014
- Campionato belga: 3

Club Bruges: 2019-2020, 2020-2021, 2021-2022
- Supercoppa del Belgio: 2

Club Bruges: 2021, 2022

### Nazionale
- Giochi panamericani: 1

Toronto 2015